# Mount Stephen trilobite beds

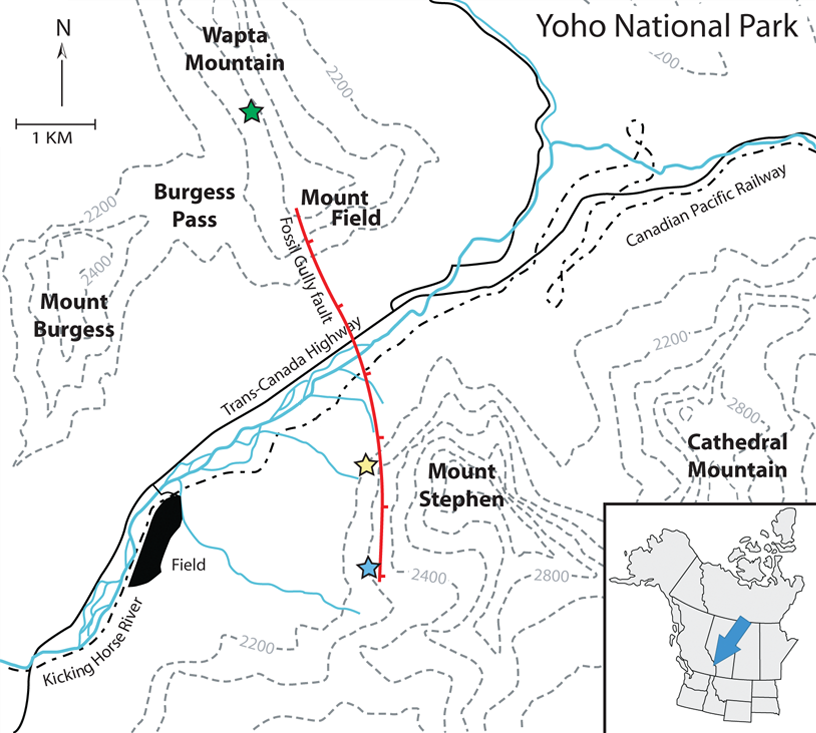
Kartenskizze der Gegend um Field, British Columbia, der blaue Stern kennzeichnet die Lage von USNM locality 14s

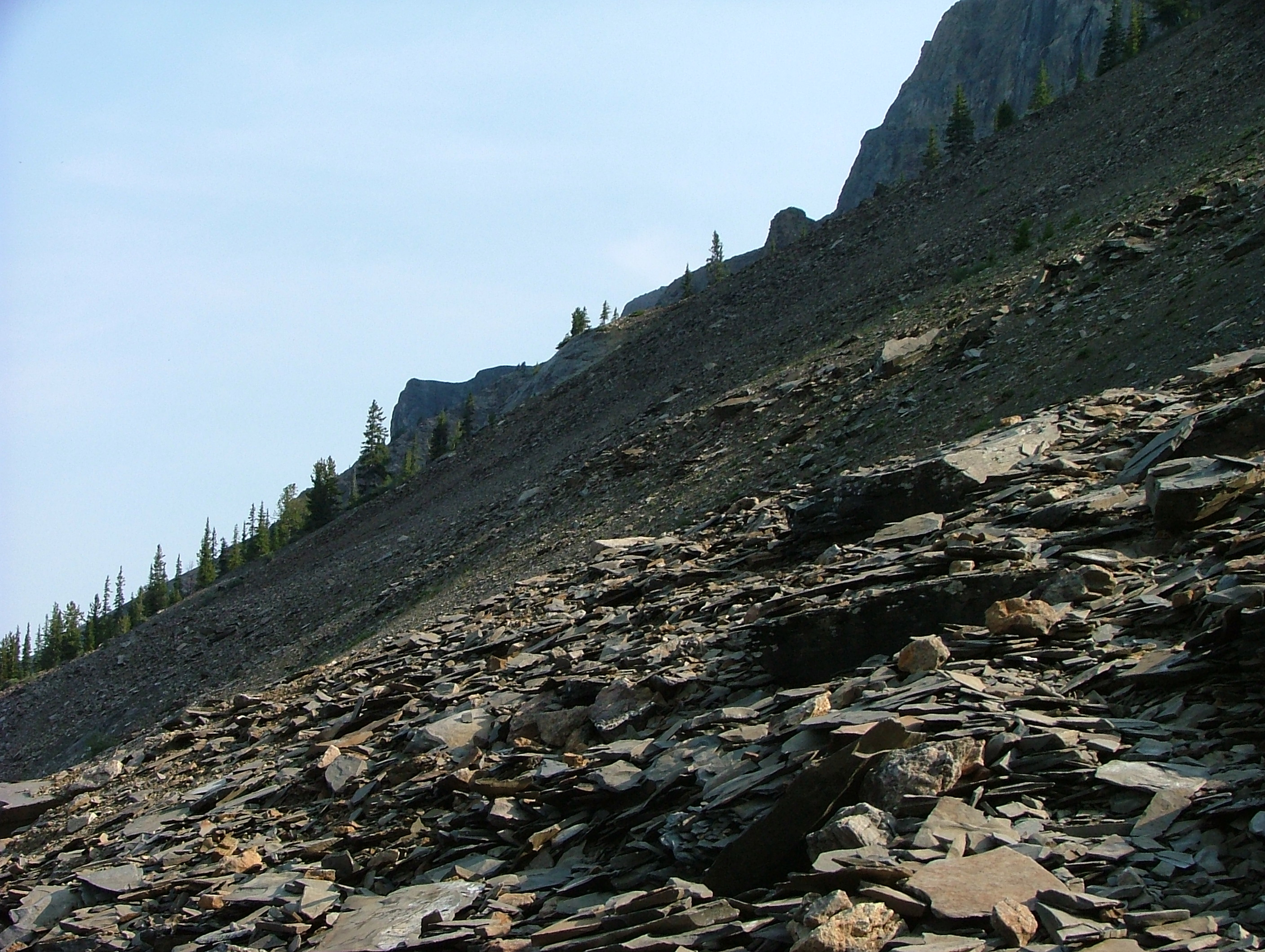
Die USNM locality 14s an der Westflanke des Mount Stephen

Die Mount Stephen trilobite beds (wörtlich übersetzt: Mount-Stephen-Trilobitenschichten), auch Ogygopsis Shale (Ogygopsis-Schiefer) genannt, sind eine Schichtenfolge feinkörniger fossilführender Sedimentgesteine des Mittelkambriums von Nordamerika. Sie kommen auf ungefähr 2130 Metern Höhe an der Westflanke des Berges Mount Stephen in den nördlichen Rocky Mountains im Südwesten der kanadischen Provinz British Columbia vor. Dieser Ort ist auch als USNM locality 14s bekannt. Die genauen geologischen Verhältnisse dort sind aufgrund von Verwerfungen und Bergrutschungen unklar und es ist nicht bekannt, ob oder wo die Mount Stephen trilobite beds tatsächlich anstehend sind.

## Geschichte
Die ersten Fossilfunde in den Mount Stephen trilobite beds wurden beim Bau der kanadischen transkontinentalen Eisenbahn (siehe Canadian Pacific Railway) in den 1880er Jahren gemacht und nachfolgend von verschiedenen Autoren publiziert. Besonderen Einfluss hatten diese Funde auf den US-amerikanischen Paläontologen Charles Walcott, der im Jahr 1907 am Mount Stephen Aufsammlungen durchführte und versuchte, die lokale Geologie zu verstehen. Das durch den „Ogygopsis Shale“ geweckte Interesse Walcotts an der Region führte schließlich im Jahr 1909 zur Entdeckung des berühmten „Phyllopod bed“ am Fossil Ridge zwischen Wapta Mountain und Mount Field auf der anderen Seite des Tals des Kicking Horse River.

## Stratigraphie
Die Mount Stephen trilobite beds werden stratigraphisch in den tieferen Teil der Burgess-Schiefer-Formation (vormals auch „mächtige“ Stephen-Formation genannt) an die Basis des Campsite-Cliff-Schiefers gestellt. Sie überlagern dort diskordant den Yoho-River-Kalkstein, das zweitälteste Schichtglied der Burgess-Schiefer-Formation. Die Mount Stephen trilobite beds sind somit etwas älter als das „Phyllopod bed“.

## Fauna
Die aus siltigen Tonsteinen bestehenden Mount Stephen trilobite beds bilden eine typische Konservatlagerstätte vom Burgess-Shale-Typ. Namensgebend ist die außergewöhnlich hohe Anzahl oft sehr gut und sehr vollständig erhaltener Trilobiten, insbesondere solcher der Gattung Ogygopsis. Daneben enthalten diese Schichten auch Schalen von lingulaten und rhynchonelliden Armfüßern sowie Überreste von typisch kambrischen Formen ohne stark mineralisierte Außenskelette, wie die schwammähnliche Chancelloria, den mutmaßlichen Scyphozoenpolyp Byronia und Kopfanhänge („Klauen“) des rätselhaften urtümlichen Gliedertiers Anomalocaris. Die Erstbeschreibung zahlreicher kambrischer Taxa, darunter Anomalocaris, erfolgte anhand von Exemplaren aus den Trilobite beds.

### Allgemein
- Dave Rudkin: The Mount Stephen trilobite beds. S. 91–102 in Jean-Bernard Caron, Dave Rudkin (Hrsg.): A Burgess Shale Primer – History, Geology and Research Highlights. Charles D. Walcott & the Discovery of the Burgess Shale – International conference on the Cambrian explosion (ICCE, August 3-8th, 2009: Banff, Alberta, Canada) Field Trip Companion Volume. The Burgess Shale Consortium, Toronto 2009, ISBN 978-0-9812885-0-5 (PDF 33,5 MB, kompletter Exkursionsführer).
- Terence P. Fletcher, Desmond Collins: Geology and stratigraphy of the Burgess Shale Formation on Mount Stephen and Fossil Ridge.  S. 33–54 in Jean-Bernard Caron, Dave Rudkin (Hrsg.): A Burgess Shale Primer – History, Geology and Research Highlights. (weitere bibliographische Informationen siehe oben).